# Campionati italiani juniores di atletica leggera
I campionati italiani juniores di atletica leggera (noti anche come campionati italiani individuali under 20) sono una manifestazione nazionale organizzata dalla FIDAL che si disputa ogni anno in Italia dal 1957. La sessantesima edizione si è svolta a Firenze dal 9 all'11 giugno 2017. L'edizione 2024 si è svolta a Rieti, nel Lazio

## Gare[1]

### Velocità
- 100 metri piani
- 200 metri piani
- 400 metri piani
- staffetta 4x100 metri
- staffetta 4x400 metri

### Ostacoli
- 100 metri ostacoli (0.84) donne
- 110 metri ostacoli (0.99) uomini
- 400 metri ostacoli (0.76) donne
- 400 metri ostacoli (0.91) uomini

### Mezzofondo
- 800 metri
- 1500 metri
- 5000 metri
- 3000 metri siepi (0.76) donne
- 3000 metri siepi (0.91) uomini

### Salti
- Salto in alto
- Salto in lungo
- Salto con l'asta
- Salto triplo

### Lanci
- Lancio del martello (4 kg) donne
- Lancio del martello (6 kg) uomini
- Lancio del giavellotto (600 g) donne
- Lancio del giavellotto (800 g) uomini
- Lancio del disco (1 kg) donne
- Lancio del disco (1,75 kg) uomini
- Getto del peso (4 kg) donne
- Getto del peso (6 kg) uomini

### Cross
- 6 km corsa campestre allieve
- 8 km corsa campestre allievi

### Marcia
- 10000 metri marcia su pista
- 10 km marcia su strada

## Edizioni
| Edizione | Anno | Città    | Periodo                | Sede                                                        |
| -------- | ---- | -------- | ---------------------- | ----------------------------------------------------------- |
| 60       | 2017 | Firenze  | dal 9 all'11 giugno    | Asics Firenze Marathon Stadium                              |
| 61       | 2018 | Agropoli | dal 1 al 3 giugno      | Stadio Raffaele Guariglia - Pista di Atletica Pietro Mennea |
| 62       | 2019 | Rieti    | dal 7 al 9 giugno      | Stadio Raul Guidobaldi                                      |
| 63       | 2020 | Grosseto | dal 18 al 20 settembre | Stadio Carlo Zecchini                                       |
| 64       | 2021 | Grosseto | dall'11 al 13 giugno   | Stadio Carlo Zecchini                                       |
| 65       | 2022 | Rieti    | dal 8 al 10 luglio     | Stadio Raul Guidobaldi                                      |
| 66       | 2023 | Grosseto | dal 21 al 23 luglio    | Stadio Carlo Zecchini                                       |
| 67       | 2024 | Rieti    | dal 26 al 28 luglio    | Stadio Raul Guidobaldi                                      |
| 68       | 2025 | Grosseto | dal 4 al 6 luglio      | Stadio Carlo Zecchini                                       |